# Феррере
Феррере (італ. Ferrere, п'єм. Frere) — муніципалітет в Італії, у регіоні П'ємонт,  провінція Асті.
Феррере розташоване на відстані близько 500 км на північний захід від Рима, 32 км на південний схід від Турина, 17 км на захід від Асті.
Населення — 1594 особи (2014).
Щорічний фестиваль відбувається 28 серпня. Покровитель — Аврелій Августин.

## Демографія
Населення за роками:

Станом на 1 січня 2023 року в муніципалітеті офіційно проживало 137 іноземців з 15 країн, серед них 96 громадян країн Євросоюзу та 1 громадянин України.

## Сусідні муніципалітети
- Кантарана
- Чистерна-д'Асті
- Монта
- Сан-Дам'яно-д'Асті
- Вальфенера